# Danio margaritatus
Cá thiên đường ngọc trai (Danh pháp khoa học: Danio margaritatus) là một loài cá trong chi Danio. Đây là loại cá quý hiếm có màu sắc sặc sỡ. thường sống trong các ao nhỏ được tạo ra bởi nước ngầm hoặc các dòng nhỏ chảy ra từ suối. Chúng còn được gọi là Hỏa Sí Trân Châu Đăng (chữ Hán:火翅珍珠灯; bính âm: Huǒ chì zhēnzhū dēng).

## Phân bố
Đây là một loài cá nhỏ thuộc họ cá chép có nguồn gốc từ Myanmar. Chúng được tìm thấy duy nhất ở một khu vực nhỏ gần Hopong, phía đông của hồ Inle, nơi có độ cao so với mặt nước biển là 1,000 mét. Môi trường sống cả chúng nằm ở khu vực Salween, có tên là Nam Lang và sông Nam Pawn. Được phát hiện vào năm 2006, loài cá này đã được buôn bán như cá cảnh. Chúng được đặc biệt thích thú bởi sự nhỏ bé trong kích thước và màu sắc rực rỡ trên thân mình.
Băn đầu, Cá thiên đường ngọc trai được gán thuộc họ Microrasbora, bởi vì chúng giống Microrashora erythromicron. Chưa đầy 1 năm sau khi được phát hiện, chúng đã được mô tả một cách khoa học và được đặt tên Celestichthys (thuộc về thiên đường). Vào năm 2008, một nghiên cứu bài bản hơn đã chỉ ra rằng cá thiên đường ngọc trai là một loài thuộc họ Danio (ngựa vằn), với Danio erythromicron và Danio choprae là những loài gần nhất.

## Mô tả
Đây là một loài thuộc họ cá chép có thân hình nhỏ và mập với các chấm nhỏ trên thân người, có chiều dài từ 2 – 2,5 cm. Theo một số tài liệu Cá Xinh nghiên cứu thì cá thường có chiều dài gấp 3 lần chiều cao, hình dáng chung của chúng gần với Danio erythromicron hơn bất cứ loài nào khác.
Loài cá này có sự phân biệt giới tính: Con đực có màu sắc sáng xanh ở nền trong khi con cái là màu xanh lá sẫm, màu sắc ở vây cũng đẹp hơn con cái rất nhiều. Các đầu vây trên thân cũng dài hơn của con cái. Toàn thân cá được phủ kín bởi những chấm li ti như ngọc trai. Lưng cá có màu xanh đồng, phần bụng của con cái thì có màu trắng hơi vàng. Mang cá trong suốt khiến cho mang trong đỏ như máu có thể nhìn xuyên thấu.
Vây của con đực (trừ vây ức), thường được dương lên để phô diễn cho các cá thể cùng loài, hiện ra hai dải đen song song với vùng đỏ sáng ở giữa; trên vây đuôi, hoa văn này được thể hiện nhiều hơn gấp đôi và dải băng đen phía ngoài là phần sót lại. Con cái thường có các hoa văn mờ hơn ở các vây và đuôi, bao gồm và vây hậu môn.
Một con đực trưởng thành thường phát triển bụng đỏ và sườn thường sáng hơn, nền sẫm hơn khiến cho các đốm càng rõ hơn. Con cái đến thời kỳ sinh sản thường được nhận ra bởi những chấm đen ở đuôi, chia cắt màu giữa màu bụng và màu nền đỏ tự nhiên của vây hậu môn. Con đực có những miếng thịt đen nhỏ lồi ra ở rìa của hàm dưới và đặc điểm này không xuất hiện ở con cái. Cá chưa trưởng thành thường có các hoa văn mờ, bị đứt đoạn.

## Sinh thái
Loài cá này thường sống trong các ao nhỏ được tạo ra bởi nước ngầm hoặc các dòng nhỏ chảy ra từ suối. Nhiệt độ vào tháng Một thường thấp (từ 22 – 24 độ C), mặc dù nước suối khá nông, nhưng nhiệt độ sẽ không ngừng tăng lên khi có các dòng nước nóng chảy qua, loài cá này có thể chịu được nhiệt độ từ 20 – 25 độ C. Cũng như các dòng sống tại Inle, nước dành cho loài cá này có độ kiềm cao. Nước ở đây thường có vô số loại cây thủy sinh. Cá Galaxy rất thích hợp để nuôi chúng các loài cá như rubrescens, chạch rosy, Channa đầu rắn lùn. Ở môi trường tự nhiên, loài cá này thường được đánh bắt để làm thức ăn

## Sinh sản
Thời gian đẻ trứng là chuỗi các sự kiện. Loài cá này thích nghi với kiểu sinh sản của các loài có tuổi đời ngắn. Chúng không có mùa sinh sản mà con cái đẻ liên tục. Chúng thường đẻ 1 bọc 30 quả trứng trong thời gian mang thai. Thời gian giữa 2 lần mang thai chưa được đo đạc chính xác. Trứng thường trôi nổi trong nước, chúng không dính vào các bề mặt và thường trôi vào các khe hoặc các bụi cây thủy sinh. Con đực trưởng thành thường tìm ra và cố gắng bảo vệ bọc trứng. Con đực sẽ đuổi theo con cái để xem chúng có phù hợp không và truy đuổi. Khi cặp đôi phù hợp, chúng di chuyển vào các hang hốc và bắt đầu đẻ và thụ tinh trứng. Các con đực khác khi nhìn thấy cặp đôi này sẽ đuổi theo và cố gắng để thụ tinh trứng bằng tinh trùng của chính mình hoặc ăn luôn trứng.
Ở nhiệt độ 24 – 25 độ C, các bọc trứng sẽ nở ra sau 3 – 4 ngày. Chúng trở nên sẫm màu và cứng hơn cho đến lúc nở. Khi cá con nở, chúng không ngừng biến đổi màu phù hợp xung quanh, thường là có màu rất nhạt và bắt đầu bơi lung tung và ăn. Sau 8 – 10 tuần được sinh, chúng bắt đầu lên màu và các hoa văn bắt đầu lên sau tuần thứ 12.
Loài cá thiên đường ngọc trai đòi hỏi môi trường sống hết sức đơn giản. chúng sống tốt ở môi trường nước mềm, PH thấp và nhiệt độ tương đối thấp (không quá cao). Chúng không cần nhiều không gian vì chúng bơi khá ít. Trong bể nên trồng nhiều cây và nên có nhiều ánh sáng. Trong bể nên có nhiều hang hốc để chúng trốn. Cá Xinh đã nuôi thành công loài cá này đẻ trong môi trường cơ bản với rêu java moss để đầy bể.